# Vallorcine
Bản mẫu:Travel guide
Vallorcine là một municipality trong tỉnh Haute-Savoie in the Rhône-Alpes State đông nam Pháp.

## Dân số
| Năm | 1962 | 1968 | 1975 | 1982 | 1990 | 1999 | 2006 | 2007 |
| --- | ---- | ---- | ---- | ---- | ---- | ---- | ---- | ---- |
| Dân số | 271  | 314  | 283  | 303  | 329  | 390  | 413  | 416  |
| From the year 1962 on: No double counting—residents of multiple communes (e.g. students and military personnel) are counted only once. 1999: Provisional population (annual survey). |      |      |      |      |      |      |      |      |